# 斯威士兰共产党 (1994年)
斯威士兰共产党（英語：Swaziland Communist Party，缩写为SWACOPA）是斯威士兰的一个已不存在的共产主义政党。该党成立于1994年，但在2001年已停止活动。
它的领导人是Mphandlana Shongwe和Zakhe Genindza。斯威士兰当局曾镇压该党的活动者并拘留了一些干部。
1994年斯威士兰政府废除1973年党禁法令，实施新宪法后，该党成为首批注册的政党之一。